# Bergse Plaat

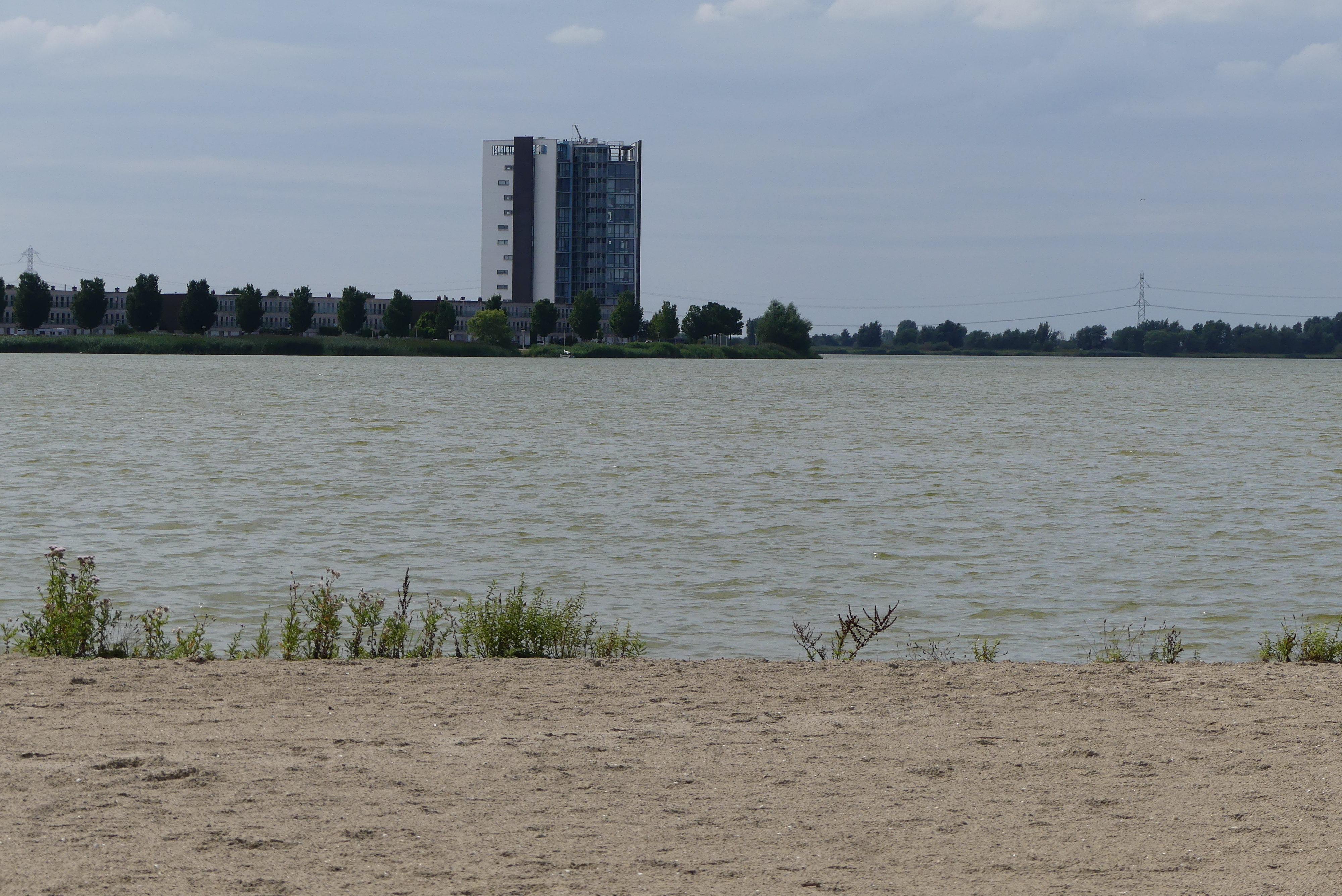
Zicht op de wijk vanaf het centrum van Bergen op Zoom.

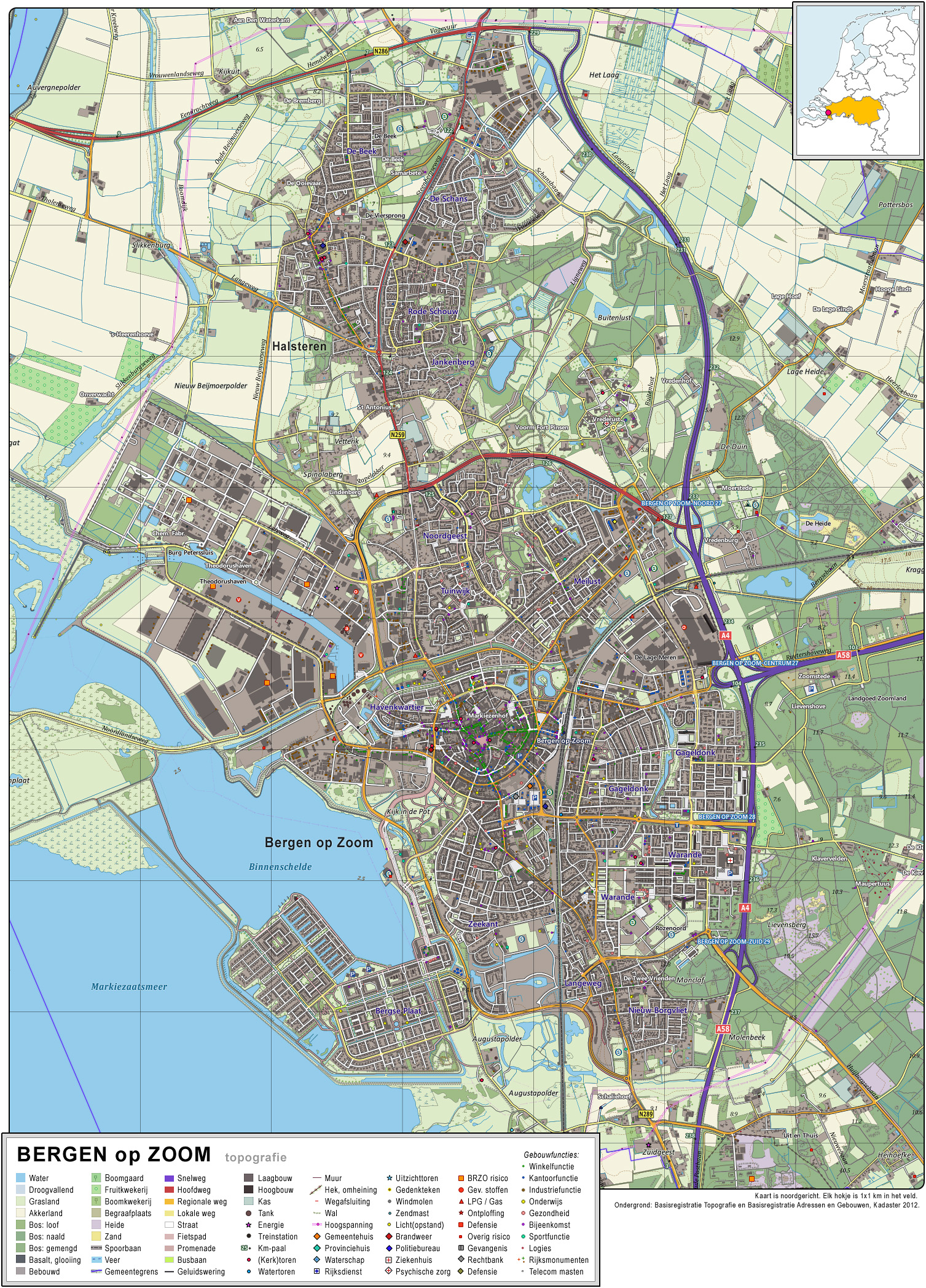
De wijk is op een plattegrond van Bergen op Zoom herkenbaar als het bebouwde schiereiland in het zuidwestelijk deel van de stad.

De Bergse Plaat is een nieuwbouwwijk die de gemeente Bergen op Zoom heeft gebouwd. De eerste huizen werden opgeleverd in december 1990 en de laatste in 2008. 

De wijk ligt in het zuidwesten van de gemeente en wordt begrensd door de Markiezaatsweg, de Laan van Reimerswaal en door de Binnenschelde en het Zoommeer.

## Geschiedenis

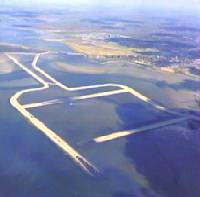
Noordelijk deel van de Bergse Plaat in aanleg

De Plaat (zoals de wijk in de volksmond wordt genoemd) dankt haar naam aan een oude zandplaat die vroeger bestond toen Bergen op Zoom nog aan de (open) Oosterschelde lag en dus nog eb en vloed kende. In het gebied was vroeger een aantal dorpen gevestigd die door de Sint-Felixvloed in 1530 en daarna zijn verdwenen. De namen van de verdronken dorpen zijn terug te vinden in een aantal straatnamen op de Bergse Plaat. In de jaren '80 is het gebied opgehoogd met vrijkomende bagger bij de aanleg van de Schelde-Rijnverbinding en het Bathse Spuikanaal. Doel van de aanleg van dit schiereiland was vanaf het begin al de aanleg van een nieuwe stadswijk. De twee noordelijke dammen op de foto vormen de scheiding tussen Makiezaatsmeer en Binnenschelde. Deze zijn aangelegd in het kader van de werken voor de realisatie van de Markiezaatskade.

## Feiten
De bouw van de wijk startte in 1990. Tegenwoordig is ze gelegen op een schiereiland en heeft een oppervlakte van ongeveer 378 ha. De wijk wordt bewoond door ongeveer 7800 mensen. In het gebied staan 2858 woningen (2006) waarvan 78% koopwoningen zijn. In 2008 werd de hand gelegd aan de laatste woningen die op de Bergse Plaat gebouwd zouden worden. Onder de wijk bevinden zich de resten van het door het water verzwolgen Kasteel Borgvliet.

## Voorzieningen
De wijk heeft een tweetal lagere scholen (openbaar "de Kreek" en RK "Lodijke"), een zwembad, een boulevard, twee strandjes, een sporthal en een winkelcentrum met diverse winkels. De Binnenschelde is populair bij surfers en kitesurfers. Ook is er een dierenpraktijk en diverse parken/speeltuinen, waaronder het Beatrixpark. In 2008 werd aan de noordkant van de wijk een stadsspeeltuin gebouwd voor de kinderen uit de hele stad. De wijk heeft de beschikking over een eigen streekbus (lijn 161) die echter alleen op werkdagen overdag rijdt. 